# Hunter Yeany
Hunter Yeany (Virginia Beach, 11 de maio de 2005) é um piloto estadunidense. Ele disputou os campeonatos Indy Pro 2000 e Campeonato de Fórmula Regional das Américas, ambos com a Velocity Racing Development. Ele foi o campeão da Fórmula 4 US em 2020.

## Carreira

### Cartismo
A carreira de cartismo de Yeany foi predominantemente nos Estados Unidos: terminando em 13º lugar nas SuperNacionais SKUSA XX11 - KA100 Junior Class by RLV. Além disso, não se sabe muito sobre sua carreira no karting.

### Fórmulas inferiores
Em 2020, Yeany fez sua estreia como single-seater na Fórmula 4 US pela Velocity Racing Development, ao lado de Kyffin Simpson e Erik Evans. Ele dominou o campeonato, conquistando 7 vitórias e 14 pódios em 15 corridas em seu caminho para se tornar o mais jovem vencedor de uma categoria de Fórmula 4. Sua conquista precoce do título o levou a pular a rodada final no Circuito das Américas. No total, ele terminou 58 pontos à frente do segundo colocado na classificação geral.

### Fórmula Regional das Américas
Hunter fez sua estreia na Campeonato de Fórmula Regional das Américas na última rodada da temporada de 2020, continuando com a Velocity Racing Development. O americano terminou as três corridas entre os dez primeiros, mas não conseguiu marcar pontos devido ao seu status como piloto convidado. Para a temporada de 2021 correu na categoria em tempo integral com a mesma equipe.

### Indy Pro 2000
Também em 2021, Yeany competiu na Indy Pro 2000 pela Velocity Racing Development.

### Campeonato GB3
Para a quarta etapa da Campeonato GB3 Yeany se juntou à Fortec Motorsports, em parceria com Roberto Faria e Mikkel Gruntvig. O americano marcou oitavo e 15º lugares nas duas primeiras corridas, respectivamente, e alcançou seu primeiro pódio em uma pista europeia com o terceiro lugar na corrida de grid invertido no domingo.

### Campeonato de Fórmula 3 da FIA
Em agosto de 2021 Yeany foi anunciado para participar do Campeonato de Fórmula 3 da FIA a partir da rodada em Spa-Francorchamps, substituindo Enzo Fittipaldi na equipe Charouz Racing System. Porém, ele foi substituído por Ayrton Simmons na rodada final da temporada, que foi realizada no Autódromo de Sóchi.
Yeany participou do teste de pós-temporada de 2021 realizado no circuito Ricardo Tormo com a Campos Racing. Em 28 janeiro de 2022, foi anunciado que Yeany havia sido contratado pela equipe para a disputa da temporada de 2022.
Na rodada de Spielberg, durante a corrida de velocidade, Yeany machucou o pulso ao fazer contato com um rival. Ele conseguiu continuar e terminar em 21º. No entanto, devido a sua lesão, ele foi forçado a desistir da corrida. No final das contas, ele também perdeu a rodada de Budapeste e foi substituído por Oliver Goethe. Ele também perdeu a rodada de Zandvoort e foi substituído por Sebastián Montoya. Yeany voltou na rodada final em Monza, e terminou as corridas em 24º e 17º. Ele não conseguiu marcar pontos e terminou em 33º no campeonato, com melhor resultado sendo um 16º.
No final de setembro de 2022, Yeany participou do teste pós-temporada com a equipe Carlin, no dia 1 e no dia 3 em Jerez.
Em 19 de dezembro de 2022, foi anunciado que Yeany pilotaria pela equipe na temporada de 2023. Ele teve resultados semelhantes na primeira metade da temporada em comparação com 2022. Yeany foi substituído por Max Esterson a partir da rodada de Silverstone.

## Registros no cartismo

### Sumário
| Temporada | Categoria                           | Equipe                  | Posição |
| --------- | ----------------------------------- | ----------------------- | ------- |
| 2017      | SKUSA SuperNationals — KA100 Junior | KartSport North America | 60º     |
| 2018      | SKUSA SuperNationals — Mini Swift   | Veloce Sports/Benik     | 13º     |

## Registros na carreira

### Sumário
| Temporada | Categoria                              | Equipe                      | Corridas | Vitórias | Poles | V. Rápidas | Pódios | Pontos | Posição |
| --------- | -------------------------------------- | --------------------------- | -------- | -------- | ----- | ---------- | ------ | ------ | ------- |
| 2020      | Formula 4 United States Championship   | Velocity Racing Development | 15       | 7        | 1     | 6          | 14     | 285    | 1º      |
| 2020      | Formula Regional Americas Championship | Velocity Racing Development | 3        | 0        | 0     | 0          | 0      | 0      | NC†     |
| 2021      | Formula Regional Americas Championship | Velocity Racing Development | 12       | 0        | 1     | 0          | 0      | 67     | 10º*    |
| 2021      | Indy Pro 2000 Championship             | Velocity Racing Development | 8        | 0        | 0     | 0          | 0      | 79     | 14º*    |
| 2021      | GB3 Championship                       | Fortec Motorsport           | 3        | 0        | 0     | 0          | 1      | 36     | 21º*    |
| 2021      | FIA Formula 3 Championship             | Charouz Racing System       | 3        | 0        | 0     | 0          | 0      | 0      | 31º*    |

† Como Yeany era um piloto convidado, ele não era elegível para marcar pontos.

* Season still in progress.

### Formula 4 United States Championship
(key) (Corridas em negrito indicam pole position) (Corridas em itálico indicam a volta mais rápida)
| Ano  | Equipe                      | 1     | 2     | 3     | 4       | 5       | 6     | 7       | 8       | 9       | 10    | 11      | 12      | 13      | 14    | 15    | 16    | 17    | 18    | DC  | Pontos |
| ---- | --------------------------- | ----- | ----- | ----- | ------- | ------- | ----- | ------- | ------- | ------- | ----- | ------- | ------- | ------- | ----- | ----- | ----- | ----- | ----- | --- | ------ |
| 2020 | Velocity Racing Development | MOH 1 | MOH 2 | VIR 1 | VIR 2 3 | VIR 3 1 | BAR 1 | BAR 2 6 | BAR 3 2 | BAR 4 1 | SEB 1 | SEB 2 1 | SEB 3 1 | HMS 1 2 | HMS 2 | HMS 3 | COA 1 | COA 2 | COA 3 | 1st | 285    |

### Indy Pro 2000 Championship
(key) (Corridas em negrito indicam a pole position) (Corridas em itálico indicam a volta mais rápida)
| Ano  | Equipe                      | 1      | 2      | 3      | 4      | 5   | 6   | 7   | 8   | 9     | 10    | 11     | 12     | 13  | 14   | 15   | 16   | 17  | 18  | Posição | Pontos |
| ---- | --------------------------- | ------ | ------ | ------ | ------ | --- | --- | --- | --- | ----- | ----- | ------ | ------ | --- | ---- | ---- | ---- | --- | --- | ------- | ------ |
| 2021 | Velocity Racing Development | BAR 10 | BAR 12 | STP 16 | STP 12 | IMS | IMS | IMS | LOR | ROA 8 | ROA 8 | MOH 11 | MOH 12 | GMP | NJMP | NJMP | NJMP | MOH | MOH | 14th*   | 79*    |

* Temporada ainda em progresso.

### Campeonato de Fórmula 3 da FIA
(key) (Corridas em negrito indicam a pole position; corridas em itálico indicam pontos para a volta mais rápida dos dez primeiros colocados)
| Ano  | Equipe                | 1     | 2     | 3     | 4     | 5     | 6     | 7     | 8     | 9     | 10    | 11    | 12    | 13       | 14       | 15       | 16    | 17    | 18    | 19    | 20    | 21    | DC  | Points |
| ---- | --------------------- | ----- | ----- | ----- | ----- | ----- | ----- | ----- | ----- | ----- | ----- | ----- | ----- | -------- | -------- | -------- | ----- | ----- | ----- | ----- | ----- | ----- | --- | ------ |
| 2021 | Charouz Racing System | CAT 1 | CAT 2 | CAT 3 | LEC 1 | LEC 2 | LEC 3 | RBR 1 | RBR 2 | RBR 3 | HUN 1 | HUN 2 | HUN 3 | SPA 1 18 | SPA 2 25 | SPA 3 NC | ZAN 1 | ZAN 2 | ZAN 3 | COA 1 | COA 2 | COA 3 | 33º | 0      |

* Temporada ainda em progresso.